# Simone Abat
Simone Abat, née le 2 novembre 1915 à Valence et morte le 27 août 1944 à Romans-sur-Isère, est une comptable, communiste et résistante au sein des Francs-tireurs et partisans français (FTPF). Elle est tuée en mission.

## Biographie
Simone Louise Fournier est née le 2 novembre 1915 comme enfant naturelle de Mathilde Montagnon, journalière. Celle-ci épouse Francis Louis Fournier en 1917, qui reconnaît l'enfant. Elle est aussi la nièce de Pierre Semard.
Elle est comptable de profession et membre du Parti communiste. Le 13 avril 1940, elle épouse Georges Abat (1919-1944). Le couple réside à Valence et a une enfant, Mireille Paulette (1943-1977),,.
Elle entre aux Francs-tireurs et partisans français en 1943 et devient agente de liaison à l’état-major Drôme FTP  puis secrétaire régionale au PC régional FTPT, sous le pseudonyme Yvette.
Simone et Georges Abat sont arrêtés le 3 juin 1944 à Valence par des hommes de la 8e compagnie du 3e régiment de la division Brandebourg  et incarcérés dans la citadelle de Pont-Saint-Esprit. Georges Abat est interrogé, sauvagement battu et exécuté sommairement dans la nuit du 07 au 8 juin 1944 à Pont-Saint-Esprit et jeté dans le Rhône. Son cadavre est découvert le 20 juin à Sauveterre,. Simone Abat est apparemment relâchée après son interrogatoire.

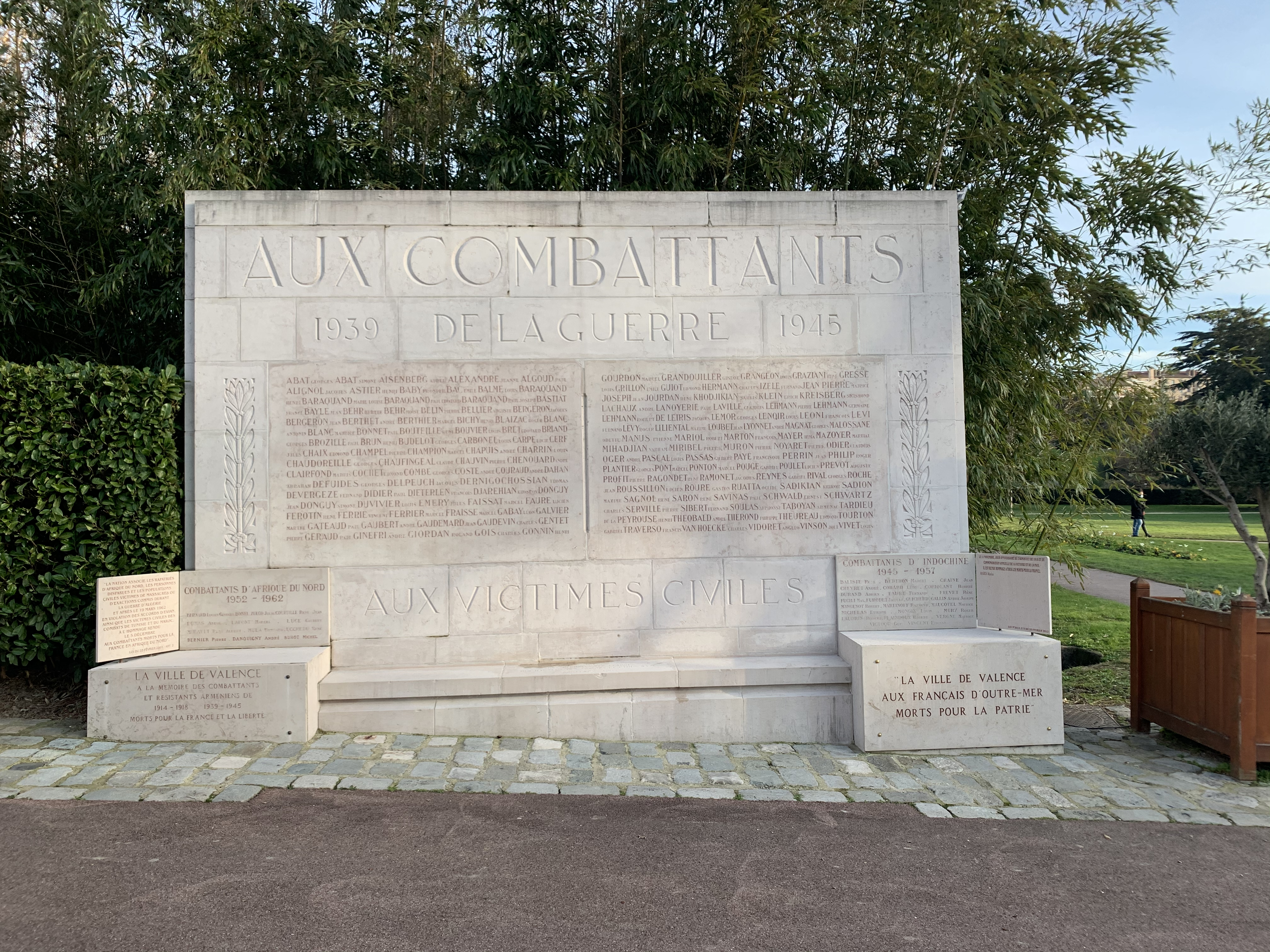
Monument aux morts de Valence portant les noms de Simone Abat et Georges Abat.

Romans-sur-Isère est libérée le 22 août 1944 par les Forces françaises de l'intérieur mais reprise par les Allemands le 27 août. Simone Abat est tuée en mission ce même jour, le 27 août 1944, par une automitrailleuse allemande sur un barrage sur la route de Saint-Paul-lès-Romans alors qu'elle essaie de pénétrer dans la ville. Le commandant FTP qui l'accompagne a le temps de sauter de la voiture et de s'enfuir. Simone Abat est tuée alors qu'elle essaie de le suivre,.

## Hommage
Les noms de Simone et Georges Abat sont gravés sur le Monument aux morts de Valence et sur une plaque commémorative apposée sur le mur de l'escalier d'honneur de la mairie de Valence « Hommage aux martyrs de la Résistance ». Une rue de Valence porte le nom de rue Georges et Simone Abat.
Simone Abat est reconnue Morte pour la France et reçoit la Légion d'honneur à titre posthume le 4 septembre 1944.
Georges Abat est reconnu Mort pour la France, homologué Déporté Interné résistant et Forces françaises de l'intérieur. Il est décoré de la Légion d'honneur et de la Médaille de la Résistance.

## Décoration
- Chevalière de la Légion d'honneur (4 septembre 1944)[1]